# Luboschütz
Luboschütz, polnisch Luboszyce (1936–1945: Liebtal) ist ein Dorf im polnischen Powiat Opolski der Woiwodschaft Oppeln. Das Dorf gehört zur zweisprachigen Gemeinde Lugnian (polnisch Łubniany).

## Geographie

### Geographische Lage
Luboschütz liegt in der historischen Region Oberschlesien im Oppelner Land. Das Dorf liegt etwa sieben Kilometer südlich vom Gemeindesitz Lugnian und etwa acht Kilometer nordöstlich der Kreisstadt und Woiwodschaftshauptstadt Opole (Oppeln).
Luboschütz liegt an der Mała Panew (dt. Malapane). Südlich des Dorfes fließt das Himmelwitzer Wasser (poln. Chrząstawa).

### Nachbarorte
Nachbarorte von Luboschütz sind im Süden Kempa (poln. Kępa), im Westen Czarnowanz (poln. Czarnowąsy), im Norden Biadacz und im Osten Sowade (poln. Zawada).

## Geschichte

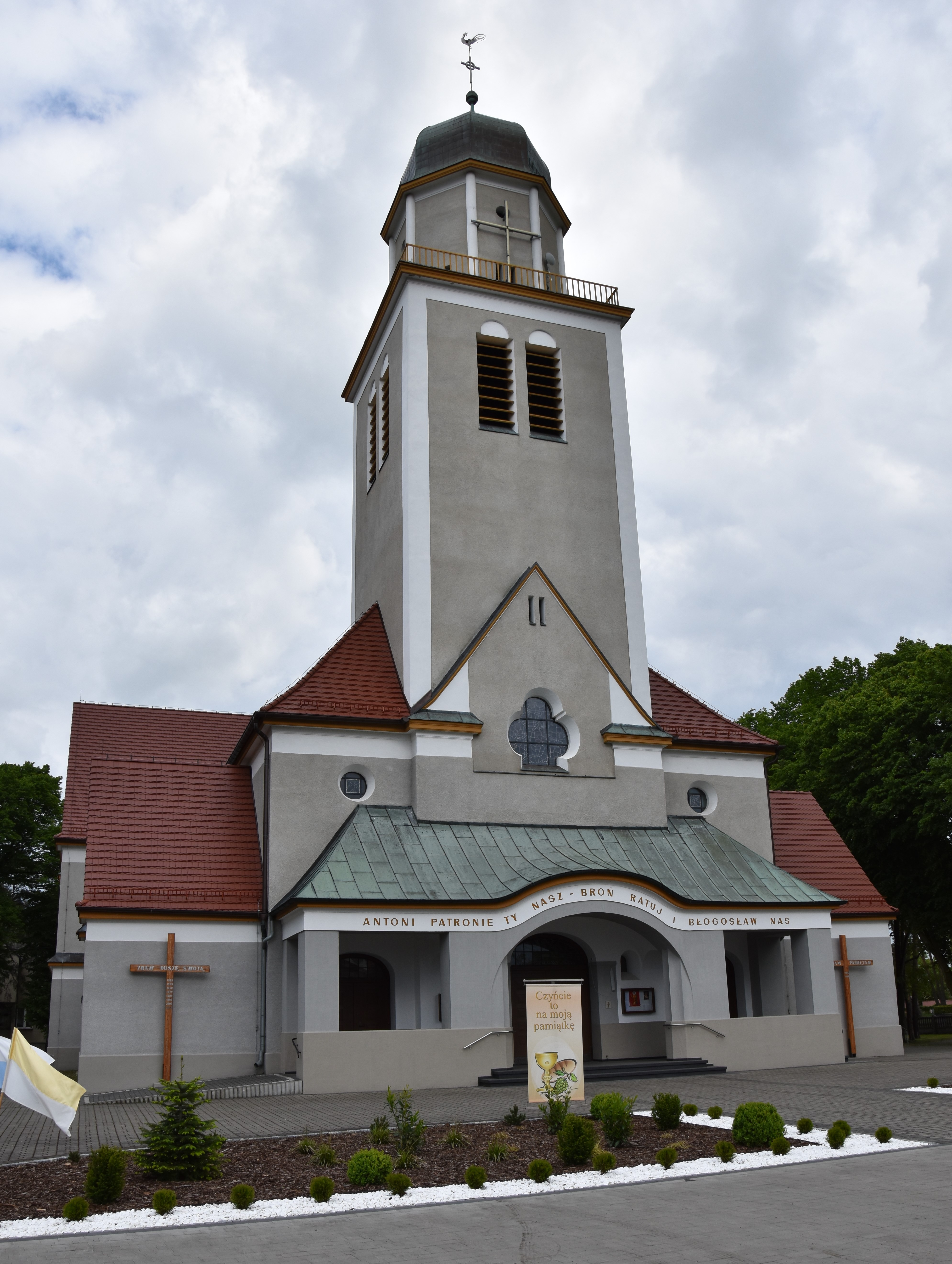
Die neuromanische Kirche St. Antonius, erbaut 1919–1920

Urkundlich erwähnt wurde das Dorf erstmals als Lubczici im Jahr 1295. 1399 wird das Dorf samt einer Mühle an der Mała Panew durch Herzog Wladislaus II. von Oppeln an die Dominikaner übergeben. 1532 wird das Dorf als Luboschitze erwähnt. In den folgenden Jahrhunderten wird Luboschütz von Seuchen und Kriegen heimgesucht. Dadurch kam es häufig zu Schwankungen in der Einwohnerentwicklung. Zwischen 1723 und 1725 lebten nur noch neun Personen im Dorf.
Nach dem Ersten Schlesischen Krieg 1742 fiel Luboschütz mit dem größten Teil Schlesiens an Preußen. Es kam zu einer Kolonisationswelle, der sogenannten Friderizianischen Kolonisation. Neue Bewohner erhielt auch Luboschütz, wobei das Dorf im Jahr 1784 wieder 223 Einwohner zählte. Die neuen Kolonisten erhielten 8 bis 20 Morgen Land, finanzielle Unterstützung und eine zeitlich begrenzte Steuerfreiheit.
Zu Beginn des 19. Jahrhunderts wird die Wassermühle sowie das Sägewerk an der Mała Panew erwähnt. Nach der Neuorganisation der Provinz Schlesien gehörte die Landgemeinde Luboschütz ab 1816 zum Landkreis Oppeln im Regierungsbezirk Oppeln. Das Sägewerk musste jedoch bereits in den 1830er Jahren den Betrieb einstellen, da das Waldgebiet um Luboschütz gänzlich abgeholzt war und der Betrieb sich nicht mehr lohnte. 1845 bestanden 67 Häuser. Im gleichen Jahr lebten in Luboschütz 373 Menschen, davon allesamt katholisch. 1855 zählte das Dorf 385 Einwohner, 1861 wiederum 414 Menschen. 1864 wird Luboschütz im Buch „Topographisches Handbuch von Oberschlesien“ folgendermaßen beschrieben: „Das Dorf Luboschütz an der Malapane, eine Meile von Oppeln, hat eine Feldmark von 943 Morgen. Der Boden ist zum großen Theil sandig und geringen Ertrages. Landwirtschaftliche Produkte sind Roggen, Heidekorn, Hafer, Kartoffel und etwa Hirse.“ 1874 wurde der Amtsbezirk Sowade gegründet, welcher aus den Landgemeinden Biadacz, Luboschütz und Sowade und dem Gutsbezirk Sowade bestand.
Zwischen 1919 und 1920 wurde die neuromanische St.-Antonius-Kirche erbaut und am 19. September 1920 geweiht. Aus Anlass der Kirchweihe kam der Erzbischof von Breslau, Adolf Bertram nach St. Antonius. Am 1. November 1924 erfolgte die Loslösung von der Pfarrei Zum Heiligen Kreuz in Oppeln zur eigenständigen Pfarrei. Während der Volksabstimmung in Oberschlesien 1921 stimmten 142 Menschen für die Eingliederung nach Polen sowie 289 für einen Verbleib im Deutschen Reich. 1927 begann man mit dem Bau von Hochwasserschutzanlagen an der Malapane, die 1930 beendet wurden. 1929 wurde das Schulgebäude eröffnet. 1933 lebten 893 Menschen in Luboschütze. Am 8. Juni 1936 wurde der Ortsname in Liebtal O.S. geändert. 1939 zählte das Dorf 995 Einwohner.
1945 kam der bisher deutsche Ort Liebtal unter polnische Verwaltung und wurde 1947 in Luboszyce umbenannt und der Woiwodschaft Schlesien angeschlossen. 1950 kam der Ort zur Woiwodschaft Oppeln. 1999 kam der Ort zum wiedergegründeten Powiat Opolski. Am 30. April 2010 erhielt das Dorf zusätzlich den amtlichen deutschen Ortsnamen Luboschütz.

## Sehenswürdigkeiten

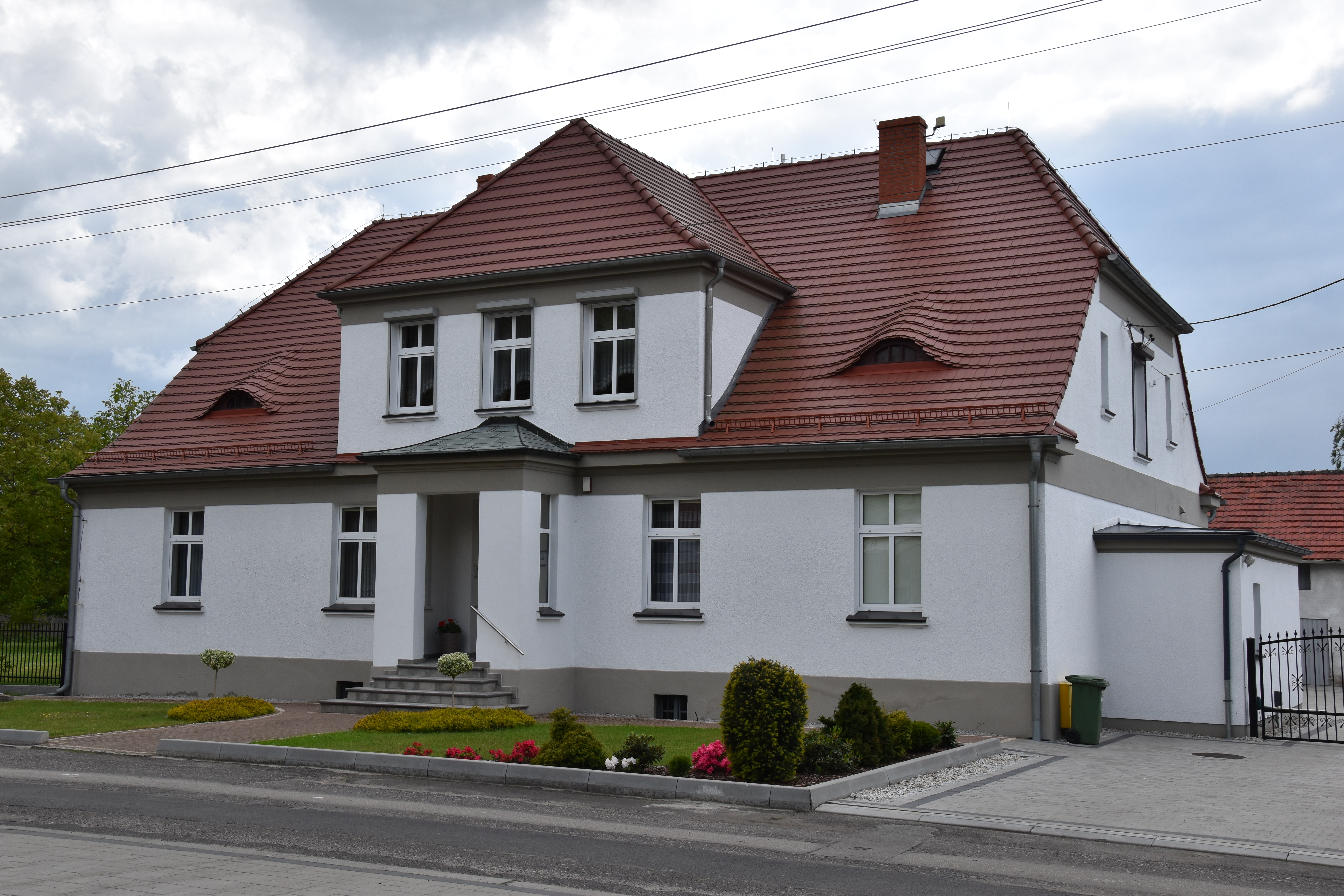
Pfarrhaus

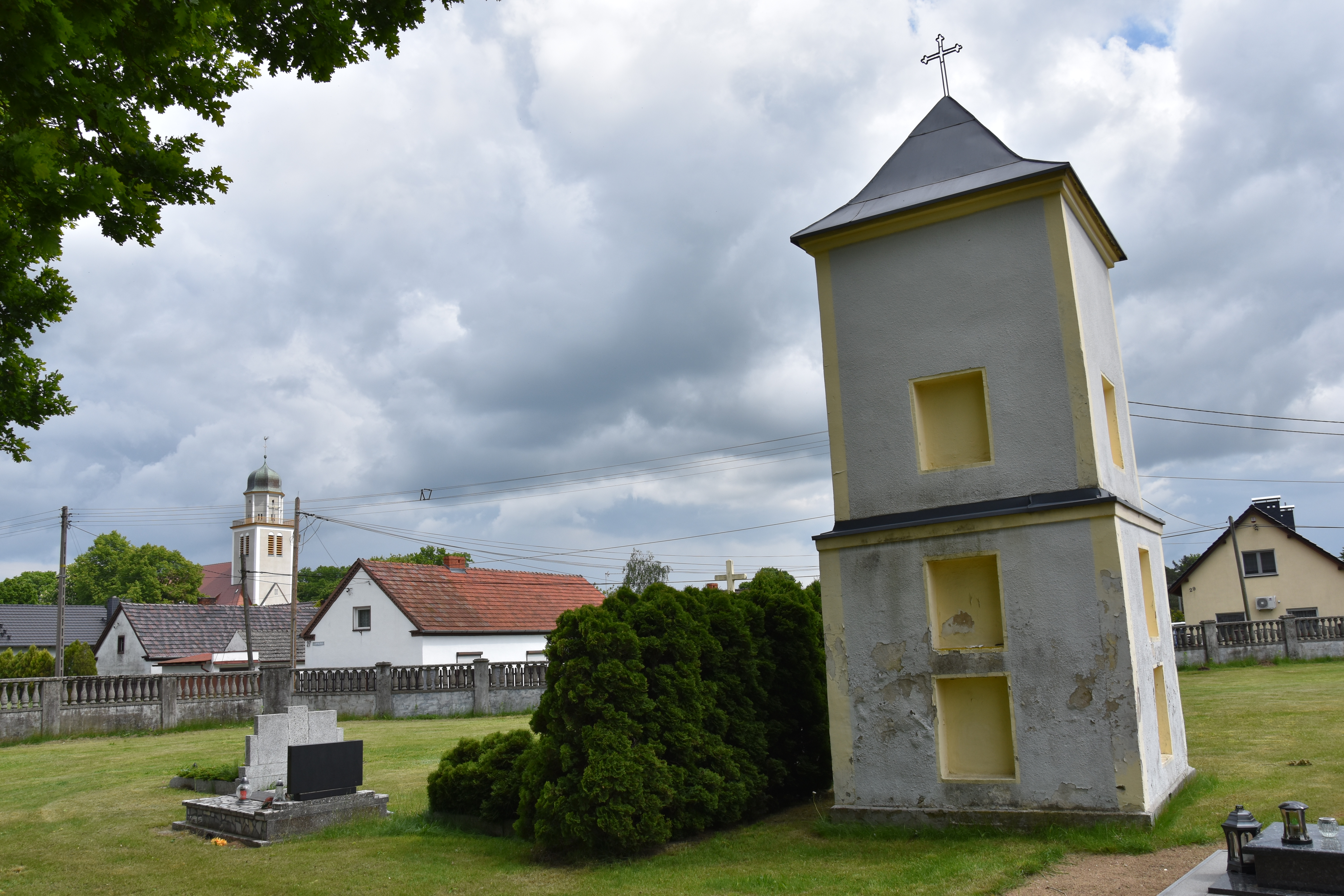
Friedhof mit Kapelle

- Die römisch-katholische St.-Antonius-Kirche wurde zwischen 1919 und 1920 im neuromanischen Stil erbaut. Die Bauarbeiten begannen am 23. Mai 1919 und die Grundsteinlegung erfolgte am 21. September 1919. Am 19. September 1920 wurde der erste Gottesdienst in der Kirche unter dem Pfarrer Josef Kubis gehalten. Am 4. September 1922 wurde das Gotteshaus durch Kardinal Adolf Bertram geweiht. Zwischen 2016 und 2018 wurde das Kirchengebäude grundlegend saniert.
- Pfarrhaus
- Denkmal für die Gefallenen Soldaten des Dorfes auf dem Friedhof
- Friedhofskapelle
- Wegekreuz an der ul. Szkolna
- Dreistöckige Glockenkapelle an der ul. Ronda
- Steinbrücke aus dem Jahr 1912 über die Malapane
- Steinbrücke aus dem Jahr 1912 über das Himmelwitzer Wasser

## Vereine
- Deutscher Freundschaftskreis
- Fußballverein LZS ECOKOM Luboszyce
- Freiwillige Feuerwehr OSP Luboszyce
- Bund der Jugend der Deutschen Minderheit in Luboschütz (Ortsgruppe)